# Lamellidorsum piliflavum
Lamellidorsum piliflavum är en tvåvingeart som beskrevs av Huo och Zheng 2005. Lamellidorsum piliflavum ingår i släktet Lamellidorsum och familjen blomflugor. Inga underarter finns listade i Catalogue of Life.